# George Gyles
George Gyles   (Camberwell, 17 de novembre de 1877 - Vancouver, 5 de febrer de 1959) va ser un regatista anglès de naixement, però canadenc d'adopció que va competir durant el primer terç del segle xx.
El 1932 va prendre part en els Jocs Olímpics de Los Angeles, on va guanyar la medalla de plata en la categoria de 8 metres del programa de vela. Gyles navegà a bord del Santa Maria junt a Ernest Cribb, Harry Jones, Peter Gordon, Peter Gordon i Ronald Maitland.